# Kubangan Tompek
Kubangan Tompek is een bestuurslaag in het regentschap Mandailing Natal van de provincie Noord-Sumatra, Indonesië. Kubangan Tompek telt 1103 inwoners (volkstelling 2010).